# Флаг Дукмасовского сельского поселения
Флаг муниципального образования «Дукмасовское сельское поселение» Шовгеновского района Республики Адыгея Российской Федерации — опознавательно-правовой знак, служащий официальным символом муниципального образования.
Флаг утверждён 17 июня 2009 года и внесён в Государственный геральдический регистр Российской Федерации с присвоением регистрационного номера 5613.

## Описание
«Прямоугольное двухстороннее полотнище с отношением ширины к длине 2:3, в золотом поле на узкой чёрной волнистой оконечности зелёная гора, обременённая двумя золотыми противолежащими колосьями с золотым яблоком между ними и двумя виноградными кистями под ним. На вершине горы — червлёная зубчатая башня с воротами и четырьмя окнами в цвет поля, сопровождаемая вверху девятью червлёными звёздами о пяти лучах, пятая из которых крупнее, положенными дугообразно».

## Обоснование символики
Флаг составлен на основе герба муниципального образования «Дукмасовское сельское поселение», по правилам и соответствующим традициям геральдики, и отражает исторические, географические, социальные особенности.
В 1841 году по реке Лабе закладывается Лабинская кордонная линия и с этого момента граница России стала проходить по реке. В годы Кавказской войны темиргоевцы оказывали сопротивление царским войскам, но командование Кавказской армии считало их «мирными» и создало для их управления Лабинское приставство. С 1865 года территория района входила в состав Лабинского военно-народного округа.
После того, как часть адыгов была выселена в Турцию, по среднему течению Лабы расселяются те, кто решил остаться на своей Родине — чтобы впереди их не ждало. Сюда, под надзор казачьих станиц правобережья Лабы, переселяются несколько десятков аулов. Кроме того к 1865 году на территории нынешнего сельского поселения на реке Гиага сооружаются два казачьих поста. Посты эти были созданы для охраны прокладываемой дороги Майкоп—Гиагинская—Тенгинская—Усть-Лабинская, которая впоследствии станет почтовой.
Среди постов, основанных, на реке Гиага был и пост Красная Башня. Охрану на нём обеспечивала 2-я Гиагинская сотня Майкопского полка.
Пост Красная Башня, по рассказам местных старожилов, был построен в районе нынешнего кладбища хутора Мокро-Назаров, а название своё он получил потому, что находился на высоком кургане, на котором была построена сторожевая башня из красного кирпича, что показано на флаге.
Такого географического названия на карте поселения сейчас не существует. Однако в исторических источниках прошлых лет встречаются «Краснобашенские хутора», «Краснобашенский сельский совет», а сейчас средняя школа в хуторе Тихонове носит название «Краснобашненская».
Во флаге, в золотом поле, изображён курган в зелёном цвете.
Зелёный цвет — символ весны, радости, надежды, природы, показывает богатство и красоту сельскохозяйственных угодий, расположенных на территории поселения.
На вершине кургана изображена червлёная зубчатая башня, открытые ворота в башне символизируют гостеприимство, радушие и открытость жителей сельского поселения.
Башня сопровождается вверху девятью красными звёздами, символизирующими девять хуторов, пятая из которых крупнее — символизирует центр поселения — хутор Дукмасов.
Красный цвет — символ труда, жизнеутверждающей силы, мужества, праздника, красоты и стойкости.
Узкая чёрная волнистая оконечность у подножья кургана символизирует чернозёмные, плодородные земли поселения.
Золотые колосья, яблоко и виноградные грозди, изображённые на зелёном кургане, символизируют сельскохозяйственное производство, богатство плодородия зерновых и плодово-ягодных культур.
Золото — это цвет солнца, скрытых сокровищ, богатства, величия, интеллекта, прозрения.